# Sébastien III du Kongo
Sébastien III du Kongo en Kikongo Nanga kia Kunga et en portugais D. Sebastião  est un souverain ou Manikongo du royaume du Kongo vers 1758 à 1764.

## Contexte
Avec John K. Thorton, l'historiographie moderne a tendance à considérer ce souverain comme Sébastien Ier du Kongo. Car le premier de ses deux prédécesseurs homonymes Sébastien Ne Nvemba a Lukeni établi comme roi à Kipangu de 1666 à 1670 pendant la Guerre civile du Kongo ne fut que prétendant  au titre  manikongo du royaume du Kongo en 1670 avant d'être tué par sur ordre de Paulo da Silva Ier, comte de Soyo et protecteur du Kanda  Kimpanzu. Quant à Sébastien II Gritho, d'origine inconnue, il ne fut que prétendant à 
Lemba en 1687/1688 contre Jean II du Kongo.
En tout état de cause le règne de Sébastien III intervient dans la période de rotation du titre de roi, entre les maisons royales, institué en 1718 par Pierre IV. Sébastien, accède au trône dans la période de crise qui suit la mort en 1758 de  Nicolas Ier du Kongo, probablement de la maison de Kimpanzu, avec qui il n'a pas de lien familiaux directes pas plus qu'avec le prédécesseur de ce dernier Garcia IV du Kongo maison royale de Kinlaza. Toutefois Sébastien dont on ignore  l'origine semble appartenir comme ce dernier à la lignée des Kinlaza du nord.   
Sébastien meurt en 1763/1764 et il a comme successeur un Kimpanzu Pierre V du Kongo. En 1764 un de ses fils anonyme épouse Isabella Manibuaxi, marquise de Lukelo, une petite fille de Pierre IV du Kongo ce qui suggère que sa famille entretenait des liens étroits avec les Agua Rosada.